# Woksel

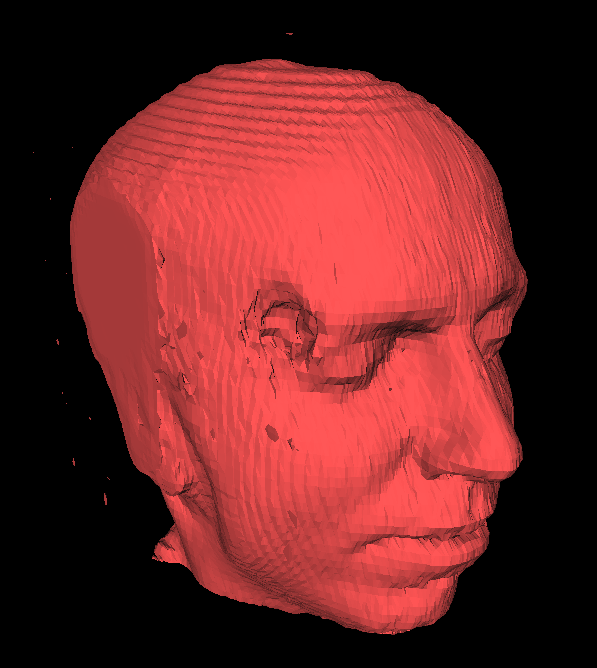
Przedstawienie grafiki opartej na wokselach wielokątami, za pomocą algorytmu marching cubes

Woksel (ang. volumetric picture element, w skrócie voxel) – najmniejszy element przestrzeni w grafice trójwymiarowej, w pewnym sensie odpowiednik piksela w grafice dwuwymiarowej. Przy użyciu wokseli scenę przedstawia się jako trójwymiarową tablicę, na przykład 512×512×512 wokseli.
Najczęściej wokseli używa się do przedstawiania i analizy danych medycznych lub naukowych wtedy, gdy ważne są informacje zawarte wewnątrz analizowanych obiektów. Z grafiką opartą na wokselach najczęściej można się zetknąć na obrazach otrzymywanych z różnego typu urządzeń tomograficznych. Poza tym można też je spotkać w scenowych demonstracjach, na co pozwoliły nowoczesne, wydajne karty graficzne.
W grach komputerowych, filmach animowanych 3D i tym podobnych zastosowaniach, od grafiki opartej na wokselach dużo bardziej popularna jest grafika oparta na siatce wielokątów. Powodem takiego stanu rzeczy jest fakt, że informacje o wewnętrznej strukturze tworzonych brył są w tych przypadkach całkowicie zbędne.